# Milner (Geòrgia)
Milner és una població dels Estats Units a l'estat de Geòrgia. Segons el cens del 2000 tenia 522 habitants.

## Demografia
Segons el cens del 2000, Milner tenia 522 habitants, 189 habitatges, i 145 famílies. La densitat de població era de 144 habitants/km².
Dels 189 habitatges en un 34,4% hi vivien nens de menys de 18 anys, en un 59,3% hi vivien parelles casades, en un 15,3% dones solteres, i en un 22,8% no eren unitats familiars. En el 21,2% dels habitatges hi vivien persones soles el 7,9% de les quals corresponia a persones de 65 anys o més que vivien soles. El nombre mitjà de persones vivint en cada habitatge era de 2,76 i el nombre mitjà de persones que vivien en cada família era de 3,19.
Per edats la població es repartia de la següent manera: un 27,2% tenia menys de 18 anys, un 10,2% entre 18 i 24, un 30,5% entre 25 i 44, un 22% de 45 a 60 i un 10,2% 65 anys o més.
L'edat mediana era de 34 anys. Per cada 100 dones de 18 o més anys hi havia 87,2 homes.
La renda mediana per habitatge era de 42.222 $ i la renda mediana per família de 44.375 $. Els homes tenien una renda mediana de 31.328 $ mentre que les dones 19.625 $. La renda per capita de la població era de 17.819 $. Entorn del 6,5% de les famílies i el 6,8% de la població estaven per davall del llindar de pobresa.

## Poblacions més properes
El següent diagrama mostra les poblacions més properes.